# Euthynnus
Euthynnus es un género de peces perciformes de la familia Scombridae.

## Subespecies
Se reconocen las siguientes subespecies:
- Euthynnus affinis
- Euthynnus alletteratus
- Euthynnus lineatus